# 北日本新聞ニュース
『北日本新聞ニュース』（きたにっぽんしんぶんニュース）は、富山県内の北日本新聞と関係のある放送局で放送されるニュース番組のタイトルである。

## 北日本放送における『北日本新聞ニュース』

### 概要
北日本放送（KNB）では、2005年9月30日までテレビ・ラジオのスポットニュースの番組名として『北日本新聞ニュース』を用いていた。
終了直前の時点で、テレビではNNNニュースダッシュの後と午後のローカルニュース番組として、ラジオでは全国・ローカルニュース共に終日このタイトルで放送していた。
- ローカルニュースは完全にKNBの自社制作であり、北日本新聞からのニュースソースの提供は受けていなかった。
- ラジオでは『KNBニュース』と女性の声でジングルが流れたあと、アナウンサーが「KNB情報センターから北日本新聞ニュースをお伝えします」などと必ず前置きして放送していた。
- 但しラジオの全国ニュースは、従来通り共同通信から配信されている。

2005年10月1日に、従来『北日本新聞ニュース』として放送されていた物が『KNBニュース』に代わり、KNBでの放送は無くなった。

### KNBテレビでのオープニング
- 1980年代初頭
  - 黛敏郎作曲の「NNNニュースのテーマ」を用い、世界地図⇒地球の形になり、画面右上に地球が出てから、「北日本新聞」の題字。その後日本付近がズームアップされ「ニュース　（右下に）製作・KNB」のタイトルが表示されるというフィルム映像だった。これは、NNNきょうの出来事のKNB差し替えのオープニングでも使われたが、こちらは予め「KNBきょうの出来事 NNN」の字幕が冒頭から出ていた。
  - エンディングは日本を中心にした地球儀の写真をバックに、「北日本新聞ニュース　製作・KNB　終」を配したエンドカードが一時期使われていた（詳細は不詳）。
- 1992年頃
  - 水面に水滴が落ちて波紋が広がる映像から「北日本新聞ニュース　制作・KNB」のタイトルがズームアップし、タイトル背景にソニー製ベータカムSPカメラ本体→レンズ部の9分割画面を表示した。
- ～2004年6月
  - 冒頭に『KNB NEWS』のロゴが表示され、その後、富山駅前の雑踏の映像を挟み『北日本新聞ニュース』と表示される。
- 2004年7月～2005年9月
  - 地上デジタルテレビ放送の試験放送開始に合わせハイビジョン対応にリニューアル。立山連峰と雲が流れる空を背景に、電波塔から立方体が飛び出し、立方体の点滅に合わせ『北日本新聞ニュース（Kitanipponshinbun Newsの英字表記あり)』と表示される。

## 現在放送されている『北日本新聞ニュース』
- 「北日本新聞ニュース」は現在、「とやまソフトセンター」により15分版が制作され、富山県内の全てのケーブルテレビ局で放送されている。また、富山県内のコミュニティFMのうち富山シティエフエム、ラジオ・ミュー、エフエムとなみ、エフエムいみずでも放送されている。